# フラヴィオ・プレンディ
フラヴィオ・プレンディ（Flavio Prendi 、1995年10月12日 - ）は、アルバニア・プカ出身のプロサッカー選手。アルバニア・ファーストディビジョン・ディナモ・ティラナ所属。ポジションは、ディフェンダー。